# Queixans
Queixans (hiszp. Quejans) – miejscowość w Hiszpanii, w Katalonii, w prowincji Girona, w comarce Baixa Cerdanya; siedziba gminy Fontanals de Cerdanya.
Miejscowość znajduje się pomiędzy gminami: Alp i Puigcerdà. Liczba ludności według danych z 2005 roku wynosi 169.